# Günter Lamprecht

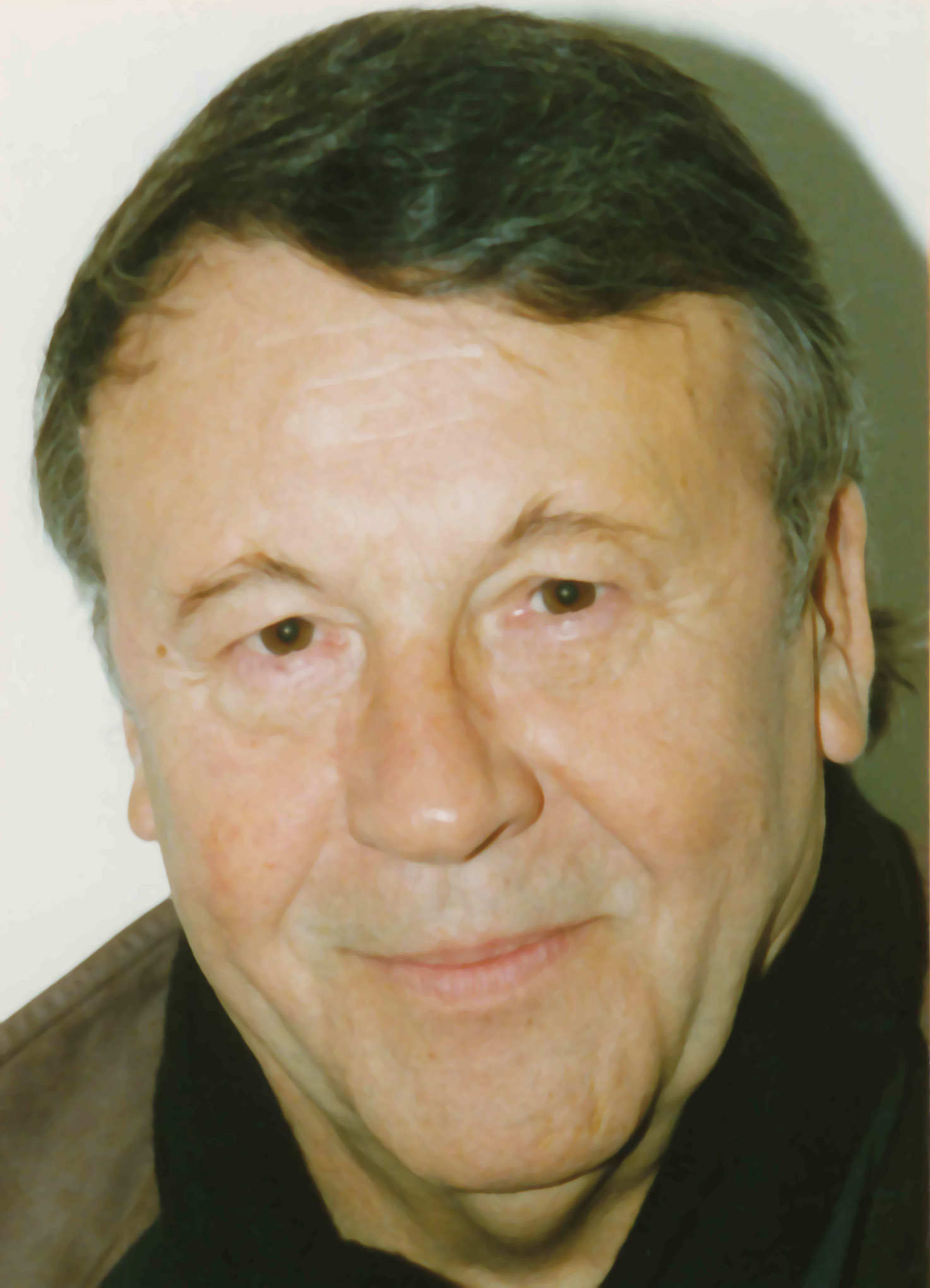
Günter Lamprecht (vor 2010)

Günter Hans Lamprecht (* 21. Januar 1930 in Berlin; † 4. Oktober 2022 in Bonn-Bad Godesberg) war ein deutscher Schauspieler, der in Theater, Film und Fernsehen viele komplexe Charakterrollen spielte. Zu seinen bekanntesten Rollen zählen Franz Biberkopf in Rainer Werner Fassbinders Fernseh-Miniserie Berlin Alexanderplatz sowie der Berliner Tatort-Kommissar Franz Markowitz.

## Leben

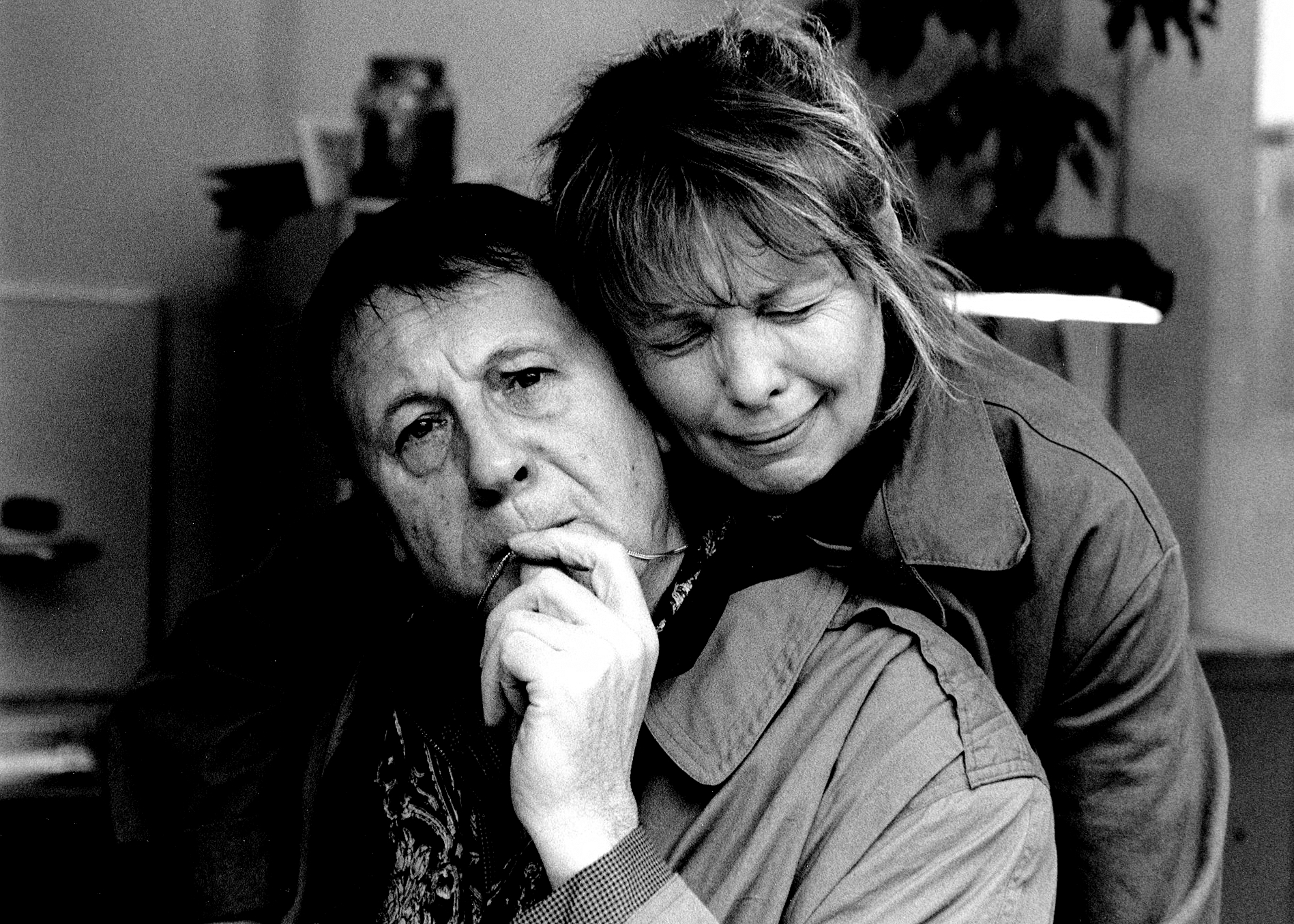
Günter Lamprecht (links) und Hilde Ziegler in Der Tod zu Basel von Urs Odermatt, 1990

Günter Lamprecht, Sohn einer Putzfrau und eines Taxifahrers, war in der Endphase des Zweiten Weltkriegs in der Schlacht um Berlin im Alter von 15 Jahren als Sanitäter tätig. Nach Kriegsende wurde er nach einer abgebrochenen Dachdeckerlehre zunächst Orthopädiehandwerker. Lamprecht war in erster Ehe mit seiner Jugendliebe, der Modistin Angelika Braumann, verheiratet. Aus dieser Ehe ging seine einzige leibliche Tochter, Annette (geboren 1961), hervor.
Seine Erlebnisse während des Nationalsozialismus und in den Nachkriegsjahren erzählte Lamprecht in dem Buch Und wehmütig bin ich immer noch. Eine Jugend in Berlin. 2007 erschien mit Ein höllisches Ding, das Leben der zweite Teil seiner Autobiografie. Der Titel ist ein Zitat aus Alfred Döblins Roman Berlin Alexanderplatz. In seiner Wahlheimat Rösberg, einem Ortsteil der Stadt Bornheim im Rheinland, engagierte er sich ehrenamtlich für soziale und karitative Zwecke und für die Bewahrung der Umwelt. Seit dem Jahr 1994 war er Schirmherr des Künstlerprojekts „ASTRONAUTENKOST“ in Solingen. Er war politisch aktiv und unterstützte in Wahlkämpfen die SPD.
Lamprecht war in zweiter Ehe mit der Schauspielerin Gisela Zülch verheiratet, die zwei Töchter mit in die Ehe brachte, und später mit Claudia Amm liiert, mit der er bis zu seinem Tod zusammenlebte. Am 1. November 1999 wurden Lamprecht und seine Lebensgefährtin von einem 16-Jährigen bei dessen Amoklauf in Bad Reichenhall angeschossen und schwer verletzt. Der Schauspieler beauftragte danach den Anwalt Rolf Bossi damit, die Eltern des Täters straf- und zivilrechtlich zu verklagen. Es kam jedoch nicht zu einer Anklageerhebung; über eventuelle Schadenersatzleistungen gibt es keine Informationen. Noch fünf Jahre nach der Tat klagte Lamprecht über Albträume und schlaflose Nächte.
Günter Lamprecht starb am 4. Oktober 2022 im Alter von 92 Jahren im Bonner Stadtbezirk Bad Godesberg. Er ruht auf dem Friedhof Merten im gleichnamigen Bornheimer Stadtteil bei Bonn.

## Karriere

### Theater
Während seiner 1952 begonnenen Ausbildung an der Max-Reinhardt-Schule für Schauspiel spielte Lamprecht ab 1954 bereits kleinere Rollen unter Regisseuren wie Hans Lietzau und Erwin Piscator am Berliner Schillertheater. Sein erstes festes Theaterengagement folgte dann am Schauspielhaus Bochum, von wo aus er zum Theater Oberhausen wechselte, an dem er von 1959 bis 1961 engagiert war. Er spielte auf der Bühne Männer aus dem Volk, wie den Kowalski in Endstation Sehnsucht und den John in Gerhart Hauptmanns Die Ratten.

### Film und Fernsehen

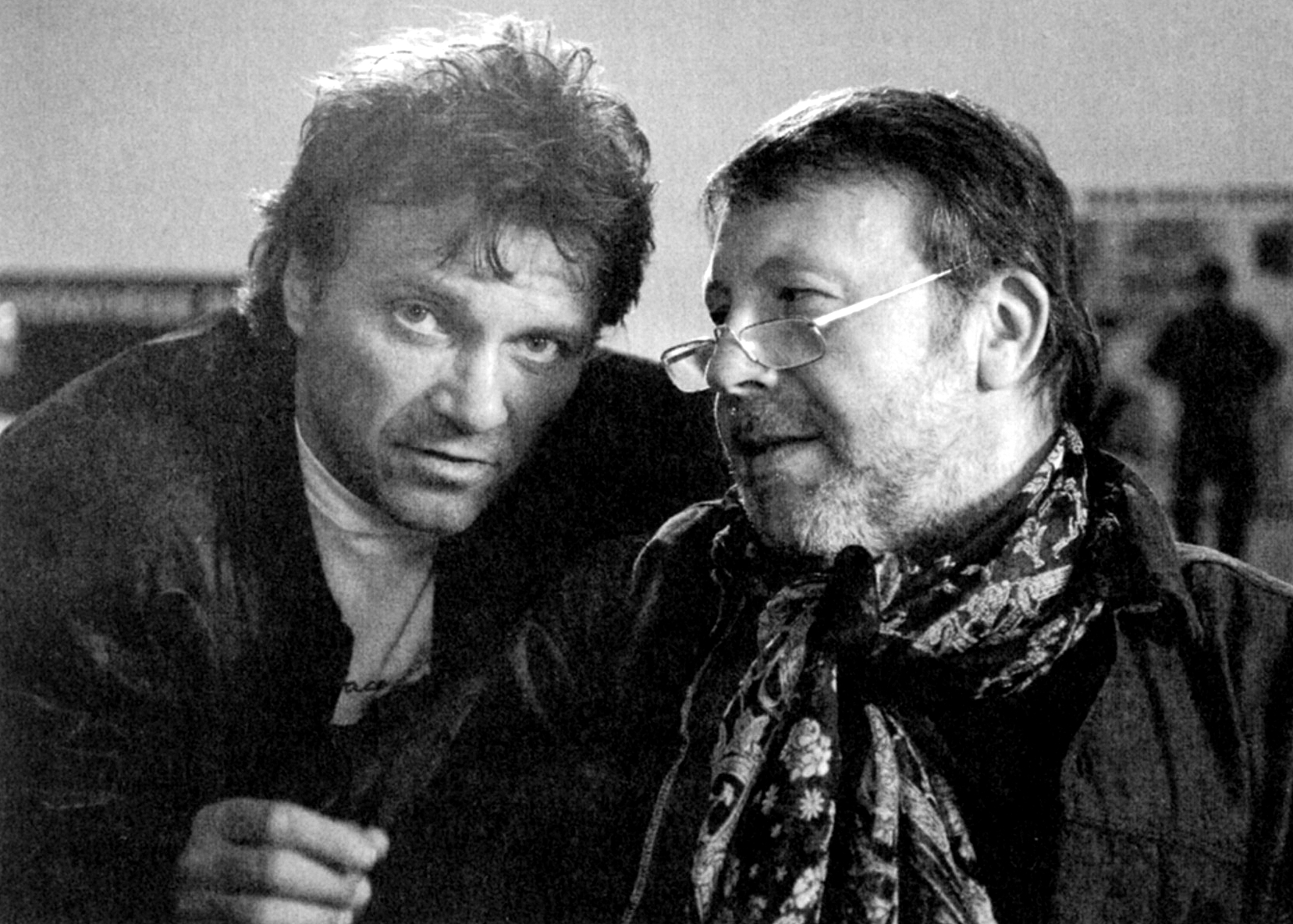
Wolfram Berger (links) und Günter Lamprecht in Der Tod zu Basel, 1990

Zum ersten Mal im Kino war Lamprecht als Schläger in Brücke des Schicksals zu sehen. Erste Fernsehrollen hatte Lamprecht vor allem in Inszenierungen von Theaterstücken, wie zum Beispiel 1968 neben Willy und Lucy Millowitsch in dem Schwank Der Meisterboxer. In der ersten Tatort-Folge Taxi nach Leipzig war er 1970 als DDR-Grenzbeamter zu sehen. 1973 wirkte er in der ZDF-Serie Kara Ben Nemsi Effendi mit, im selben Jahr arbeitete er für Rainer Werner Fassbinder in Welt am Draht. Ein Jahr später hatte Lamprecht in Fassbinders Film Martha einen kurzen Auftritt als Arzt am Krankenbett der tragischen Hauptfigur. 1975 spielte er die Hauptrolle in dem Zweiteiler Stellenweise Glatteis nach dem gleichnamigen Roman von Max von der Grün. 1976 übernahm er eine Schlüsselrolle im Kinofilm Das Brot des Bäckers. 1977 stellte er in Peter Beauvais’ Drama Rückfälle einen Alkoholiker dar.
1979 besetzte ihn Rainer Werner Fassbinder in Die Ehe der Maria Braun und anschließend als Franz Biberkopf in der gleichnamigen Verfilmung von Alfred Döblins Roman Berlin Alexanderplatz. Mit dieser bedeutenden Hauptrolle hatte er seinen Durchbruch und wurde mit viel Kritikerlob und internationalen Auszeichnungen bedacht. Weitere Popularität erlangte er durch die Rolle des Berliner Tatort-Kommissars Franz Markowitz, zwischen 1991 und 1995 entstanden acht Tatort-Folgen mit ihm.
Daneben spielte er auch in vielen kleineren Film- und Fernsehrollen, darunter in Die große Flatter (1979), als Kapitän des Versorgungsschiffes Weser in Das Boot (1981) und als Erik Charell in Comedian Harmonists (1997).
Lamprecht arbeitete bis ins hohe Alter als Schauspieler, wenngleich er nach der Jahrtausendwende sein Drehpensum beschränkte. 2016 spielte er in der 1000. Tatort-Folge Taxi nach Leipzig den ehemaligen Kriminalhauptkommissar Franz Markowitz, nachdem er 1970 bereits in der gleichnamigen Pilotfolge mitgespielt hatte. In der zweiten Staffel der Krimiserie Babylon Berlin spielte er 2017 den Reichspräsidenten Paul von Hindenburg. Im September 2019 stand er für den im Jahr 2021 erstausgestrahlten Fernsehfilm Meeresleuchten von Wolfgang Panzer letztmals vor der Kamera.

## Filmografie (Auswahl)
- 1957: Besuch im Ruhrgebiet
- 1960: Brücke des Schicksals
- 1964: Hafenpolizei – Quarantäne
- 1966: Melissa (Durbridge-Mehrteiler)
- 1967: Das Kriminalmuseum – Das Amulett (TV-Serie)
- 1968: Der Meisterboxer (Aufzeichnung aus dem Millowitsch-Theater)
- 1969: Der Vetter Basilio (Fernsehzweiteiler)
- 1970: Tatort – Taxi nach Leipzig
- 1971: Hamburg Transit – Der Tod im Koffer (TV-Serie)
- 1972: Privatdetektiv Frank Kross – Der Offenbarungseid (TV-Serie)
- 1972: Van der Valk und das Mädchen
- 1973: Tatort – Kressin und die zwei Damen aus Jade
- 1973: Welt am Draht
- 1973: Hamburg Transit – Vorstrafen: eine
- 1974: Martha
- 1975: Das Messer im Rücken
- 1975: Tatort – Kurzschluß
- 1975: Stellenweise Glatteis
- 1976: Der Stumme
- 1976: Das Brot des Bäckers
- 1976: Die Ilse ist weg
- 1976: Weder Tag noch Stunde
- 1976: Gesucht wird... – Paul Leppla (TV-Serie)
- 1976: Inspektion Lauenstadt – Bauer Schlegel (TV-Serie)
- 1977: Rückfälle
- 1977: Tatort – Flieder für Jaczek
- 1977: Es muß nicht immer Kaviar sein (TV-Serie)
- 1978: Die Ehe der Maria Braun
- 1979: Die Schattengrenze
- 1979: Die große Flatter
- 1979: Das gefrorene Herz
- 1979: Tödlicher Ausgang
- 1980: Fabian
- 1980: Berlin Alexanderplatz
- 1981: Das Boot
- 1981: Tatort – Schattenboxen
- 1981: Das Traumschiff – Barbados
- 1982: Tatort – Das Mädchen auf der Treppe
- 1982: Flüchtige Bekanntschaften
- 1982: Die Komplizen
- 1982: Milo Barus, der stärkste Mann der Welt
- 1982: Der Besuch der alten Dame (Schweizer Fernsehen DRS)
- 1983: Is was, Kanzler?
- 1983: Liebe ist kein Argument
- 1984: Ein Mann namens Parvus
- 1984: Blutiger Schnee (Wedle wyroków twoich...)
- 1984: Der Alte – Brennweite 1000 (TV-Serie)
- 1984: Super
- 1985: Liebfrauen (ZDF)
- 1985: Rote Küsse (Rouge Baiser)
- 1986: Roncalli (6-teilige TV-Serie)
- 1986: Der Alte – Gigolo ist tot
- 1987: Gegen die Regel
- 1987: Christian Rother – Bankier für Preußen (7-teilige TV-Serie)
- 1989: Dort oben im Wald bei diesen Leuten
- 1989: Die Männer vom K3 – Augen zu und durch
- 1990: Der Tod zu Basel
- 1990: Ron und Tanja (6-teilige TV-Serie)
- 1991: Tatort: Tödliche Vergangenheit
- 1991: Tatort: Tini
- 1991: Tatort: Blutwurstwalzer
- 1992: Herzsprung
- 1993: Tatort: Berlin – beste Lage
- 1993: Tatort: Tod einer alten Frau
- 1993: Engel ohne Flügel
- 1994: Angst
- 1994: Tatort: Die Sache Baryschna
- 1994: Tatort: Geschlossene Akten
- 1995: Tatort: Endstation
- 1997: Comedian Harmonists
- 1997: Berlin – Moskau
- 1998: Ein fast perfektes Alibi (auch: Glatteis)
- 1999: Mein Freund Balou
- 1999: Tatort – Drei Affen
- 2002: Epsteins Nacht
- 2005: Josef und Maria
- 2007: Der Fährmeister
- 2013: Sein Kampf
- 2013: Wir
- 2016: Tatort – Taxi nach Leipzig
- 2017: Babylon Berlin (Fernsehserie, Folge 2x6)
- 2021: Meeresleuchten (Fernsehfilm)

## Hörspiel
- Peter Feraru: Wir sind doch keine Räuberbande. Mit Günter Lamprecht, Angelica Domröse. Regie: Holger Rink. Produktion: SFB 1990.
- Gunter Preuß: Segelohr. Regie: Annette Kurth, WDR, 1995.
- Jeremiah Healy: Lukey läßt grüßen. Regie: Annette Kurth, WDR, 1998.
- Ken Follett: Die Säulen der Erde (Sir Hamleigh). Regie: Leonhard Koppelmann. Hörspiel in 9 Teilen, Westdeutscher Rundfunk Köln 1999.
- nach William Shakespeare: Hamlets Rache. Kriminalhörspiel für Kinder. Bearbeitung: Jürgen Nola; Hamlet: Fritz Fenne, Claudius: Günter Lamprecht, Polonius: Peter Striebeck, Geist: Will Quadflieg, Sprecher: Hans Kemmer, Gertrud: Claudia Amm, u. a. Deutsche Grammophon Production / Universal Music 2003, ISBN 3-8291-1297-1.[14]
- Jocelyne Saucier: Ein Leben mehr. Deutschlandfunk Kultur, 2017.

## Auszeichnungen
- 1978: Goldene Kamera für den Fernsehfilm Rückfalle
- 1982: Deutscher Darstellerpreis Chaplin-Schuh des Bundesverbandes deutscher Film- und Fernsehregisseure e. V. und Darstellerpreis der Biennale Venedig für die Rolle des Franz Biberkopf[15] in Berlin Alexanderplatz
- 1983: USA-Kritikerpreis[16]
- 1994: Goldener Gong für Drehbuch und Darstellung in Tatort – Geschlossene Akten
- 1995: Verdienstorden des Landes Berlin
- 2000: Goldene Kamera für Kommissar Markowitz in Tatort
- 2001: Verdienstorden des Landes Nordrhein-Westfalen
- 2006: Bundesverdienstkreuz (I. Klasse)
- 2007: Ehrenpreis des Hessischen Ministerpräsidenten für besondere Leistungen im Film- und TV-Bereich
- 2007: Herbert-Strate-Preis
- 2010: Großer Kulturpreis der Sparkassen-Kulturstiftung Rheinland für sein Lebenswerk
- 2018: Ehrendarstellerpreis des Eat My Shorts – Hagener Kurzfilmfestivals